# Teelbal

Animatie van afvoer via de afvoerende kanalen (efferent ducts)

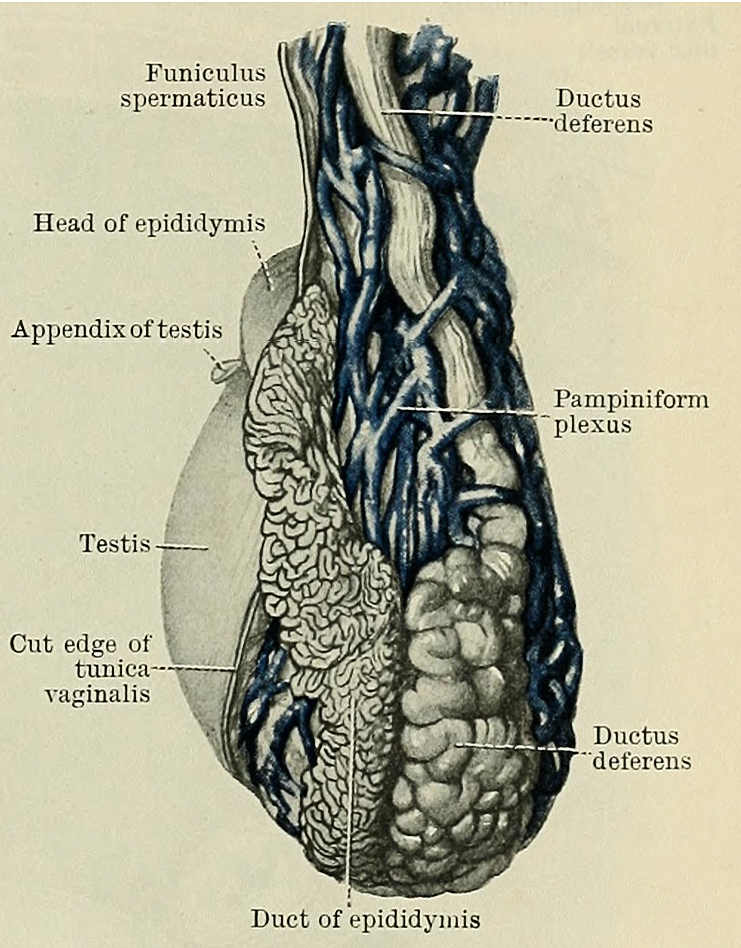
Linker teelbal met bijbal

Teelbal, zaadbal, testikel of testis (meervoud: testes) is de geslachtsklier van mannelijke organismen. Hier wordt het hormoon testosteron geproduceerd en de zaadcellen of gameten gemaakt. De zaadcellen landen daarna in de bijbal of epididymis.
Bij zoogdieren, waaronder de mens, bevinden zich twee testes in het scrotum (de balzak); een tussen de achterste ledematen aanwezige huidzak tussen de penis en de anus. Bij de meeste zoogdieren is voor de productie van zaadcellen namelijk een temperatuur nodig die lager ligt dan de normale lichaamstemperatuur. Bij olifanten en zeezoogdieren verblijven de testes normaal wel binnen in het lichaam.

## Ontwikkeling
De testis ontstaat uit de crista gonadalis, de gonadale richel, die in deze fase morfologisch hetzelfde is bij beide geslachten. Chromosomaal is echter het geslacht al bepaald. Deze kiemklieren zijn aanwezig bij de achterste lichaamswand. Samen met de crista renalis vormt het de crista urogenitalis.
Vanaf het einde van de derde embryonale week ontwikkelen de aanwezige kiemklieren zich door proliferatie van het epitheel van de lichaamsholte (coeloomepitheel) en het mesenchym (daaronder gelegen embryonaal bindweefsel). De epitheelcellen dringen binnen in het mesenchym en vormen kiemstrengen. In de zesde week nestelen de oerkiemcellen zich in de gonade in aanleg. Onder invloed van deze ingedrongen geslachtscellen zal de gonade zich afhankelijk van het geslacht gaan ontwikkelen.
De primaire kiemstrengen groeien door tot in het midden, oftewel het merg, van de gonade en vormen zaadbalstrengen. In de buurt van het hilum ontstaat uit de kiemstrengen een netwerk van fijne kanaaltjes, het latere rete testis, dat zich later verenigt met de zaadbalstrengen. De zaadbalstrengen raken het contact met het coeloomepitheel kwijt en worden door een bindweefsellaag van het epitheel gescheiden. Deze bindweefsellaag is de tunica albuginea. De eerst solide zaadbalstrengen bestaan nu uit spermatogonia en sertolicellen en hebben geen dwarsverbindingen meer. Rond de zesde of zevende week beginnen leydigcellen met het maken van testosteron. Dit brengt seksespecifieke ontwikkeling van de geslachtsgangen op gang. Al in het embryo begint de zaadbal af te dalen uit de hoge ligging in het abdomen richting het scrotum.
Pas aan het begin van de puberteit worden de zaadbalstrengen gekanaliseerd door een lumen. Hierna worden ze tubuli semeniferi genoemd.

## Indalen
De teelballen ontstaan embryologisch gezien uit naast de nier gelegen weefsel en dalen bij de meeste zoogdieren voor of vlak na de geboorte af naar het scrotum (indalen). Bij de mens groeien de testes aan de dorsale wand van de peritoneale holte (rugzijde van de buikholte). Later dalen ze af (descensus testicolorum). Hierbij voeren ze de zaadstreng (ductus deferens) met zich mee naar beneden. Het indalen gebeurt niet altijd, en als het goed is wordt van pasgeboren jongetjes na de geboorte en bij een aantal gelegenheden daarna (consultatiebureau of CLB) gecontroleerd of beide testes in het scrotum zijn gelegen. Als dit niet het geval is is er sprake van cryptorchisme.
Bij meer dan 80% van de mannen is de linkerteelbal iets kleiner dan de rechter en hangt deze lager in het scrotum. De reden of oorzaak is onduidelijk, maar deze is vermoedelijk dezelfde als van meerdere asymmetrieën in het menselijk lichaam. Een verband met links- of rechtshandigheid wordt vermoed, maar is nog onvoldoende door onderzoek aangetoond.

## Anatomie

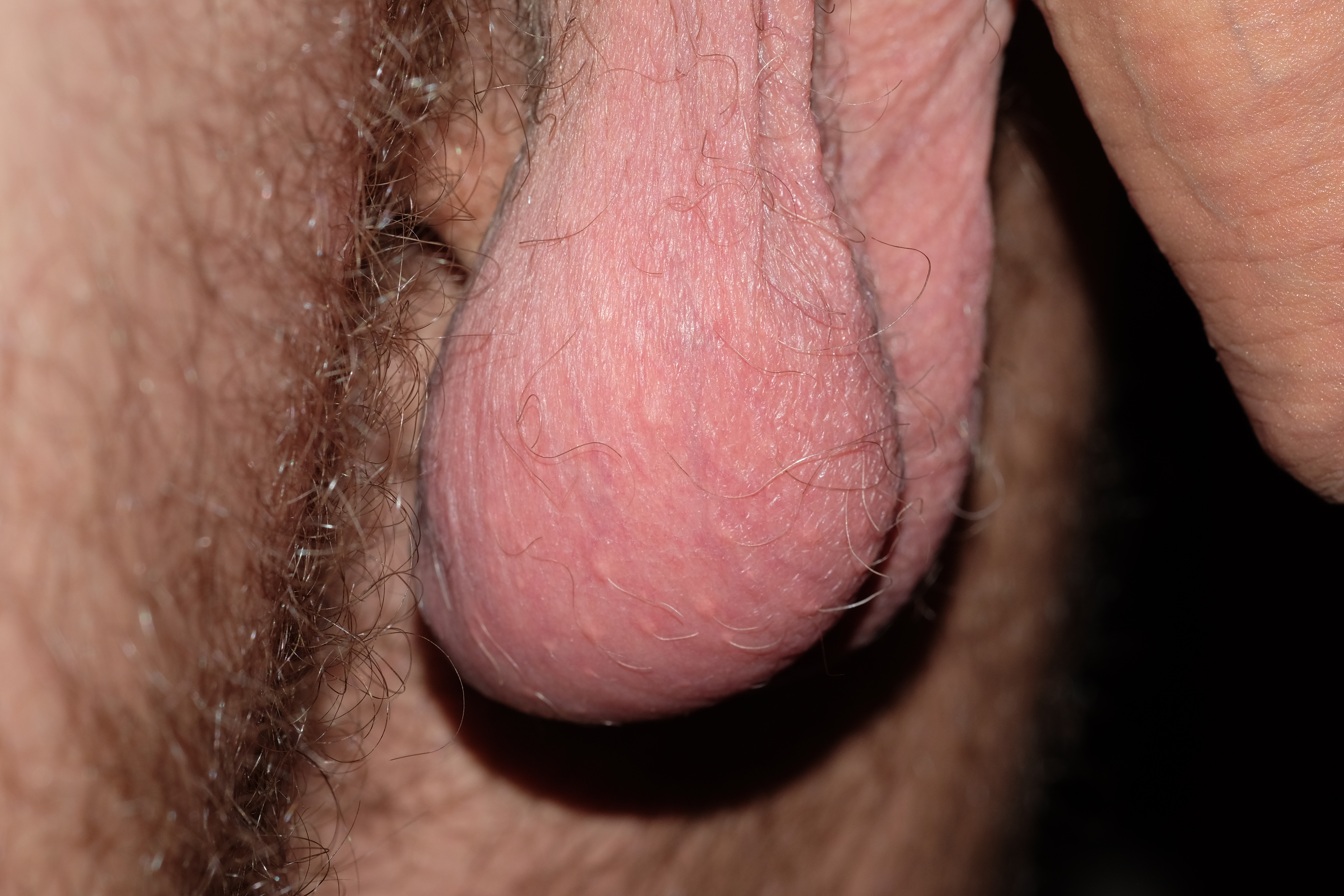
menselijke balzak met zichtbare teelbal in warme omgeving

Beide testes liggen in het scrotum. Dit heeft twee functies, namelijk het beschermen van de zaadballen en de regulatie van temperatuur. De optimale temperatuur voor de testes is 35,6 graden, wat 2 graden onder de kerntemperatuur van het lichaam zit. Om de testikel zit een kapsel dat uit drie lagen bestaat: tunica vaginalis, tunica albuginea en de tunica vasculosa.
Zowel de buitenste laag van de testes als de binnenste laag van het scrotum is bedekt met een serosa, de tunica vaginalis. Hierin kunnen de testes een beetje bewegen. Hierdoor worden sommige beschadigingen tegengegaan.
Onder de tunica vaginalis zit de tunica albuginea, een vrij stevig kapsel. Deze bestaat uit straf fibrillair bindweefsel en verbreedt zich aan de achterzijde tot de mediastinum testis. Van hieruit verdelen bindweefselsepta (tussenschotten tussen verschillende blaasjes) de zaadbal in ongeveer 250 piramidevormige lobben (lobuli).  De tunica vasculosa bevat een netwerk van bloedvaatjes en zit onder de tunica albuginea.
In elke lob zitten één tot vier sterk gewonden zaadbuisjes (tubuli semeniferi), waarin de zaadcellen rijpen. Deze zaadbuisjes liggen ingebed tussen losmazig bindweefsel. Ze zijn ongeveer 150-250 µm in doorsnede en 30–70 cm lang. Deze zaadbuisjes zijn ongeveer 400 meter lang in totaal en zijn verantwoordelijk voor de helft van de testiculaire massa. Tussen de zaadbuisjes liggen Leydigcellen, die testosteron maken.
Aan het einde van elke tubulus vernauwt het kanaal zich. Hier gaat het meerlagige epitheel van de tubuli over in een eenlagig kubisch epitheel met microvilli. Deze delen van de kanaaltjes heten dan tubuli recti. Ze verbinden de zaadkanaaltjes met het rete testis, een netwerk van buisjes gelegen in het bindweefsel van het mediastinum testis. Uit het rete testis worden dan de zaadcellen (spermatozoën) vervoerd door de ductuli efferentes naar de bijbal (epididymis).
De bloedvoorziening van de testikels wordt verzorgd door de arteriae testiculares. Het bloed wordt vervolgens weer afgevoerd door aders die samen een netwerk vormen: de plexus pampiniformis. Deze plexus vormt uiteindelijk aan elke zijde een vena testicularis.
De testes zijn homoloog met de eierstokken.

## Volume
De grootte of volume van een zaadbal verschilt sterk per individu. Om het volume te bepalen wordt meestal gebruikgemaakt van echografie of van orchidometrie. Voor de puberteit is het volume van een menselijke zaadbal ongeveer 1 tot 3 ml. Dit neemt in de puberteit toe tot een volwassen volume van 12-25 ml. De volwassen testikel heeft in de Westerse wereld een volume van gemiddeld 18,6 (SD 4,8 ml). De gemiddelde lengte is 4,6 cm (varieert tussen 3,6 en 5,5 cm) en breedte 2,6 cm (varieert tussen 2,1 en 3,2 cm)

## Ziektes
De testes hangen aan de zaadstreng en worden daarlangs met bloed en zenuwen verzorgd. Bij een torsio testis, een draaibal, is sprake van een verdraaiing van de zaadleider die, onbehandeld, kan leiden tot het afsterven van de testis. Kanker van de testis is bij tijdige ontdekking een van de best te behandelen kankersoorten.

## Trivia
- Het volume van de teelballen wordt onderzocht door middel van een orchidometer.
- De testes zijn buitengewoon gevoelig en kunnen bij onachtzame aanraking langdurig pijn doen.

## Afbeeldingen

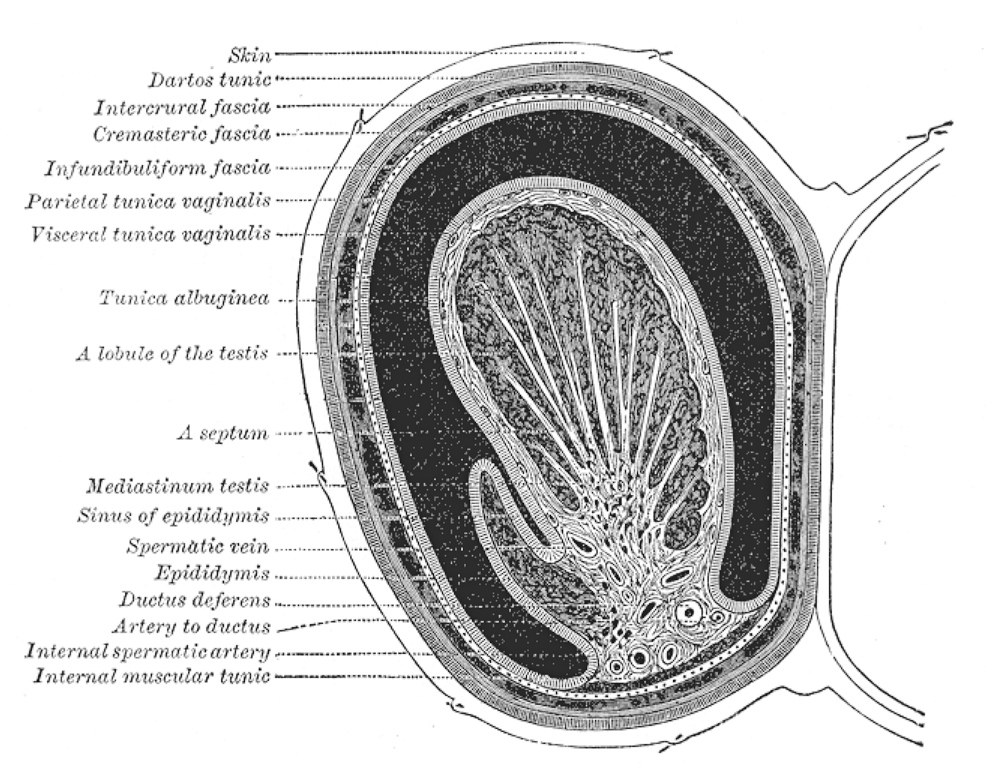
Dwarsdoorsnede van een teelbal in scrotum
Kiemepitheel van de teelbal. 1. basaal membraan 2. spermatogonia 3. primaire (1e orde) spermatocyte 4. secundaire (2e orde) spermatocyte 5. ontwikkeling van spermatide 6. rijpe spermatide 7. Sertolicel 8. zonula occludens (bloed-testisbarrière)
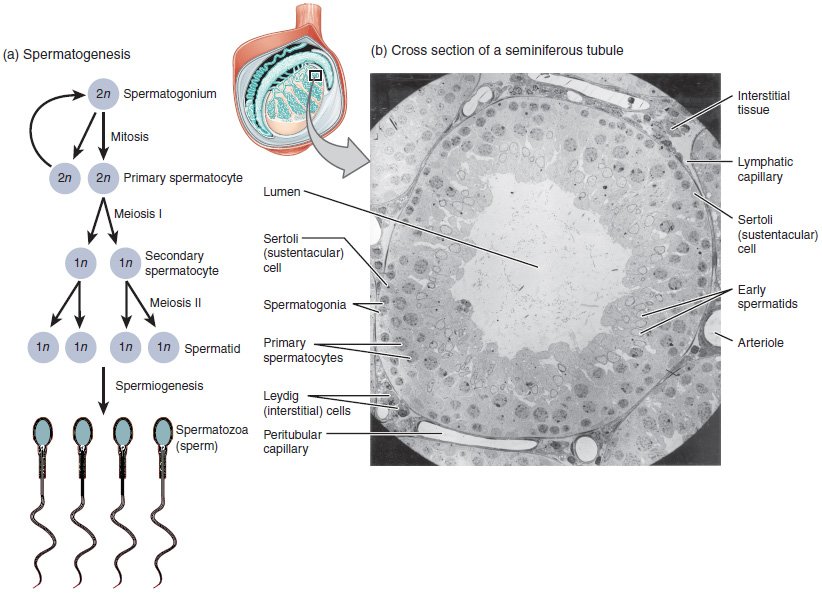
Spermatogenese naarmate de cellen zich ontwikkelen van spermatogonium, naar primaire spermatocyten, naar secundaire spermatocyten, naar spermatiden en naar zaadcel.
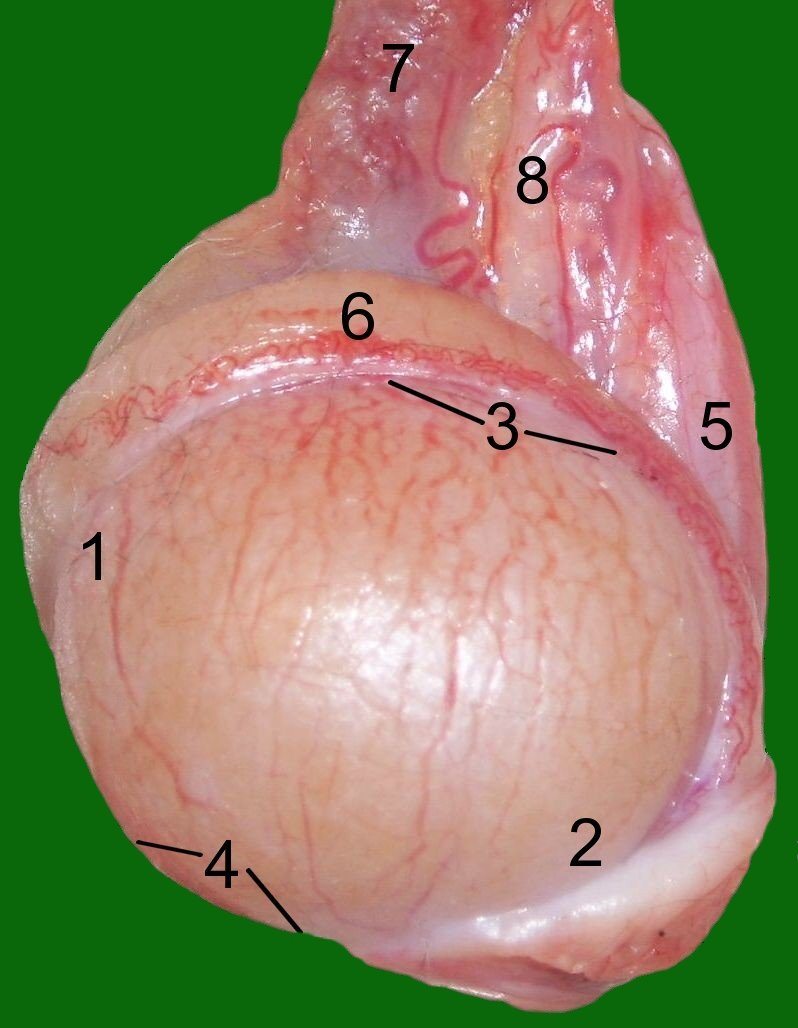
Teelballen van een kat
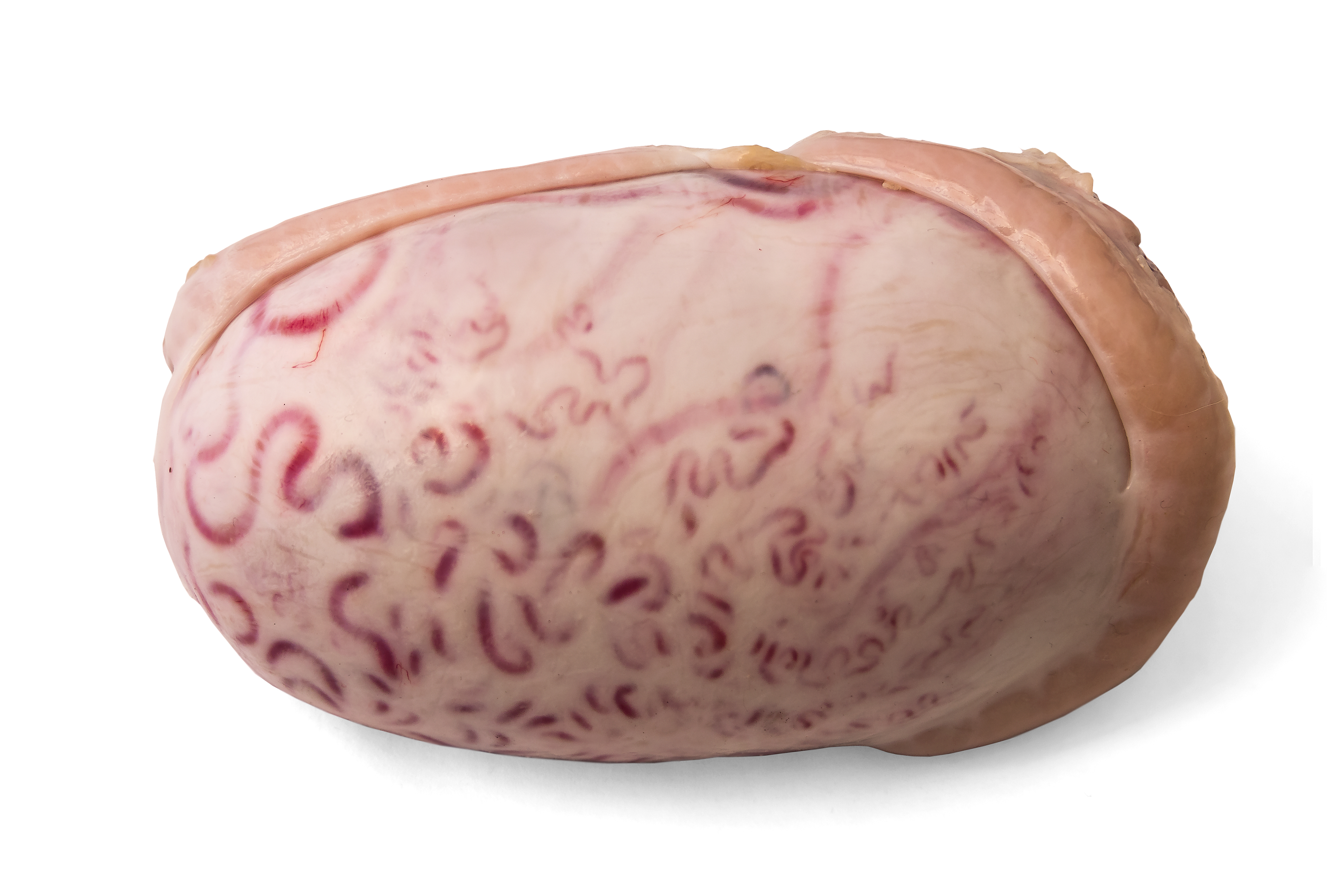
Een teelbal van een stier (mannelijk rund)
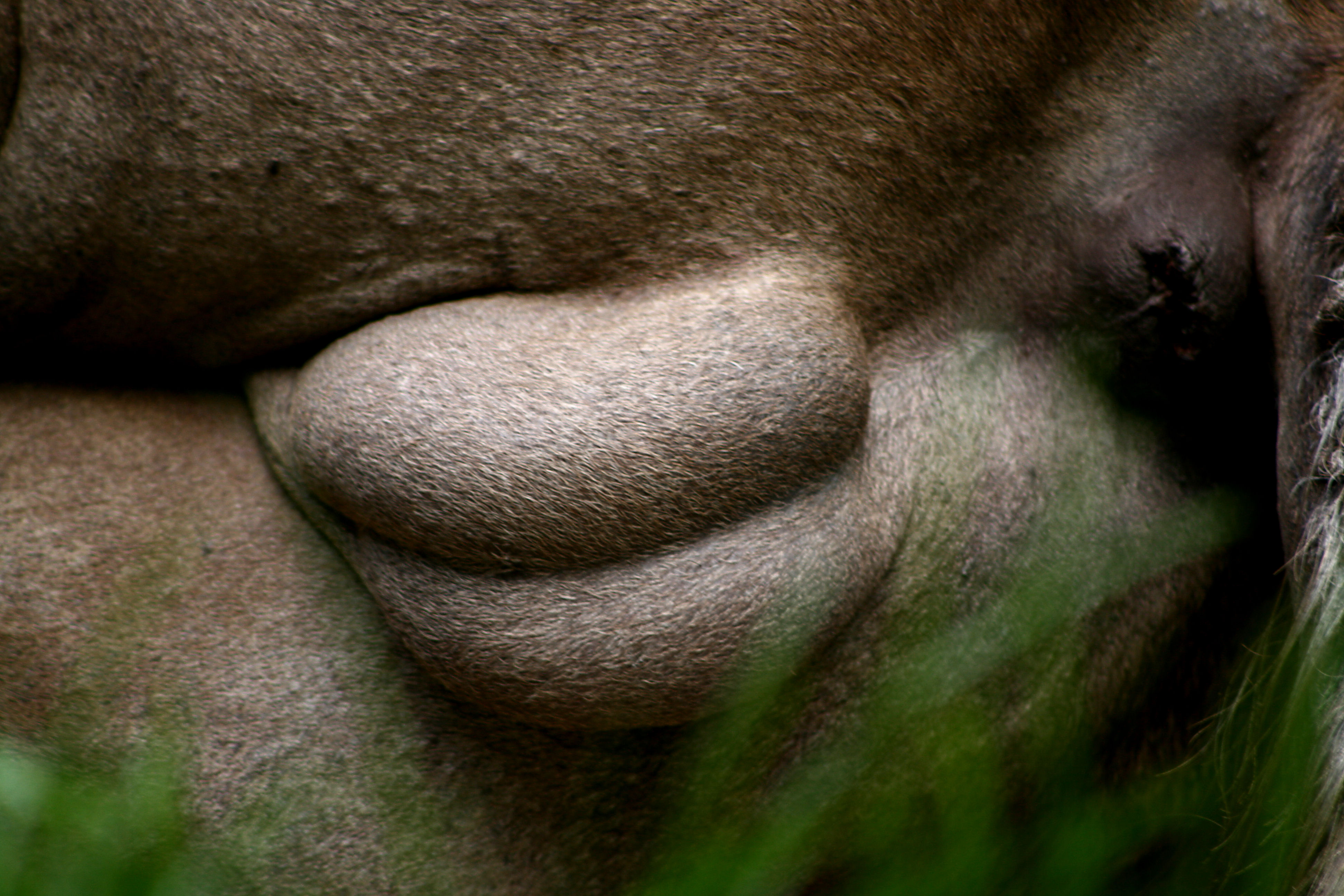
Teelballen in het scrotum bij een kameel
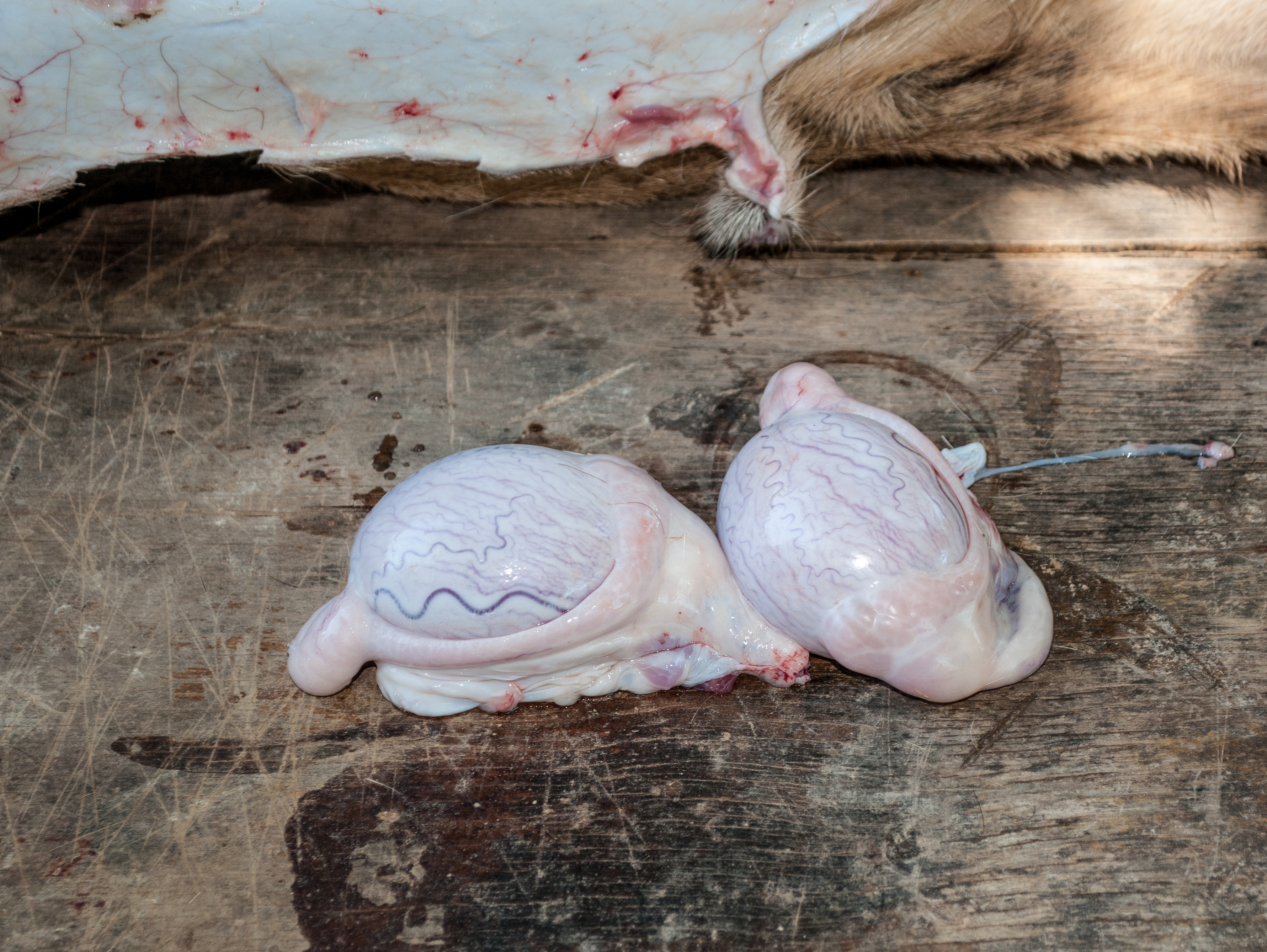
Teelballen van een geit

- Kiemepitheel van de teelbal.
1. basaal membraan
2. spermatogonia
3. primaire (1e orde) spermatocyte
4. secundaire (2e orde) spermatocyte
5. ontwikkeling van spermatide
6. rijpe spermatide
7. Sertolicel
8. zonula occludens (bloed-testisbarrière)
- Spermatogenese naarmate de cellen zich ontwikkelen van spermatogonium, naar primaire spermatocyten, naar secundaire spermatocyten, naar spermatiden en naar zaadcel.
- Teelballen van een kat
- Een teelbal van een stier (mannelijk rund)
- Teelballen in het scrotum bij een kameel
- Teelballen van een geit